# Communauté de communes Intercom de la Vire au Noireau
La communauté de communes Intercom de la Vire au Noireau est une structure intercommunale française, située dans le département du Calvados en Normandie.

## Historique
La communauté de communes Intercom de la Vire au Noireau est créée, le 1er janvier 2017, par la fusion des anciennes communautés de communes Intercom séverine et du Pays de Condé et de la Druance, regroupées avec trois communes nouvelles : Vire Normandie, Souleuvre en Bocage et Valdallière,, elles-mêmes issues respectivement des anciennes communautés de communes de Vire, de Bény-Bocage et du Canton de Vassy.
Le 1er janvier 2017, les communes de Champ-du-Boult, Courson, Fontenermont, Le Gast, Le Mesnil-Benoist, Le Mesnil-Caussois, Mesnil-Clinchamps, Saint-Manvieu-Bocage, Saint-Sever-Calvados et Sept-Frères fusionnent pour constituer la commune nouvelle de Noues de Sienne et les communes de Lassy, Saint-Jean-le-Blanc et Saint-Vigor-des-Mézerets fusionnent également pour constituer Terres de Druance.
Le 1er janvier 2018, Pont-Farcy quitte l'intercommunalité pour rejoindre Saint-Lô Agglo en fusionnant dans la commune nouvelle de Tessy Bocage, après avoir préalablement rejoint le département de la Manche.

## Territoire communautaire

### Géographie

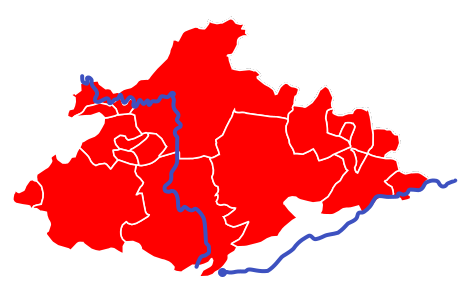
La Vire et le Noireau.

Située dans le sud-ouest du département du Calvados, plus particulièrement aux abords de la Vire qui la traverse et du Noireau (affluent de l'Orne) qui la borde, la communauté de communes Intercom de la Vire au Noireau regroupe 17 communes et s'étend sur 789 km2.

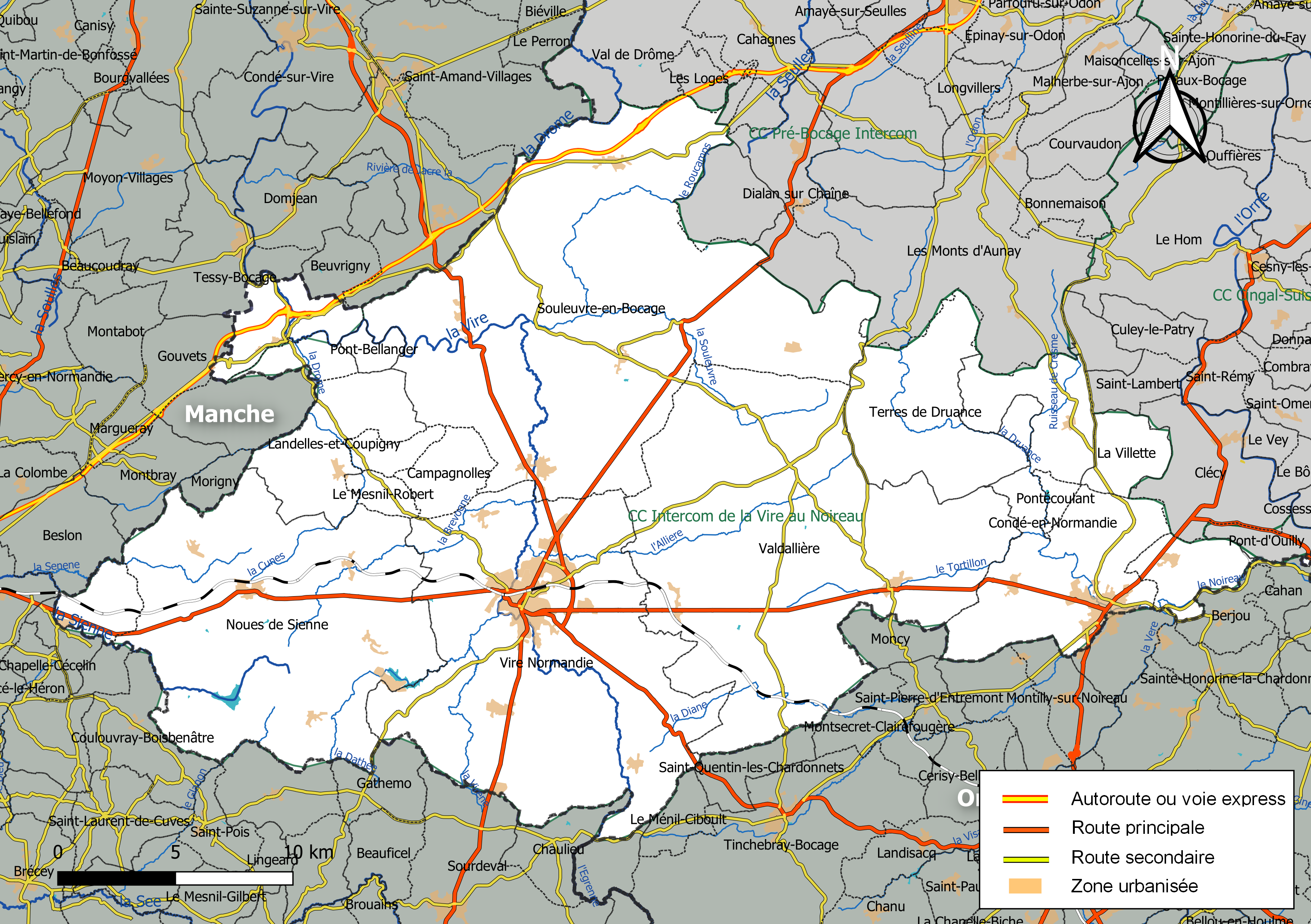
Carte de la communauté de communes Intercom de la Vire au Noireau au 1er janvier 2019.

### Composition
En 2024, la communauté de communes est composée des 17 communes suivantes :

| Nom                      | Code Insee | Gentilé           | Superficie (km2) | Population (dernière pop. légale) | Densité (hab./km2) |
| ------------------------ | ---------- | ----------------- | ---------------- | --------------------------------- | ------------------ |
| Vire Normandie (siège)   | 14762      |                   | 138,52           | 17 411 (2022)                     | 126                |
| Beaumesnil               | 14054      | Beaumesnilois     | 4,99             | 207 (2022)                        | 41                 |
| Campagnolles             | 14127      | Campagnollais     | 10,06            | 555 (2022)                        | 55                 |
| Condé-en-Normandie       | 14174      |                   | 62,98            | 6 018 (2022)                      | 96                 |
| Landelles-et-Coupigny    | 14352      | Landellais        | 24,67            | 827 (2022)                        | 34                 |
| Le Mesnil-Robert         | 14424      | Mesnil-Roberiens  | 4,08             | 184 (2022)                        | 45                 |
| Noues de Sienne          | 14658      | Noues de Siennois | 117,58           | 4 236 (2022)                      | 36                 |
| Périgny                  | 14496      | Péruviens         | 2,66             | 57 (2022)                         | 21                 |
| Pont-Bellanger           | 14511      | Tousloins         | 3,54             | 64 (2022)                         | 18                 |
| Pontécoulant             | 14512      |                   | 2,38             | 71 (2022)                         | 30                 |
| Saint-Aubin-des-Bois     | 14559      | Saint-Aubinois    | 8,26             | 221 (2022)                        | 27                 |
| Saint-Denis-de-Méré      | 14572      | Mérois            | 11,37            | 760 (2022)                        | 67                 |
| Sainte-Marie-Outre-l'Eau | 14619      |                   | 5,75             | 128 (2022)                        | 22                 |
| Souleuvre en Bocage      | 14061      | Souleuvrais       | 187,28           | 8 643 (2022)                      | 46                 |
| Terres de Druance        | 14357      |                   | 37,19            | 891 (2022)                        | 24                 |
| Valdallière              | 14726      |                   | 157,94           | 5 692 (2022)                      | 36                 |
| La Villette              | 14756      |                   | 9,74             | 222 (2022)                        | 23                 |

### Démographie
| 1968   | 1975   | 1982   | 1990   | 1999   | 2009   | 2014   | 2020   |
| ------ | ------ | ------ | ------ | ------ | ------ | ------ | ------ |
| 48 244 | 48 198 | 48 580 | 47 164 | 47 535 | 49 016 | 48 454 | 46 376 |

## Administration

### Siège
Le siège de la communauté de communes est situé à Vire Normandie, 20 rue d'Aignaux.
Celle-ci prévoit de réaménager l'ancien hôtel Révotel-Restaurant Les Vikings, avenue de Bischwiller, fermé depuis 2016, pour y implanter son siège,.

### Élus
La communauté de communes est administrée par son conseil communautaire, composé pour le mandat 2020-2026 de 61 conseillers municipaux représentant chacune des  communes membres répartis en fonction de leur population de la manière suivante :

- 18 délégués pour Vire Normandie ; 

- 11 délégués pour Souleuvre en Bocage ;

- 8 délégués pour Condé-en-Normandie ;

- 7 délégués pour Valdallière ; 

- 5 délégués pour Noue-de-Sienne ;

- 1 délégué ou son suppléant pour les autres communes.
Au terme des élections municipales de 2020 dans le Calvados, le conseil communautaire renouvelé a réélu le 9 juillet 2020 son président, Marc Andreu Sabater, maire de Vire Normandie. Celui-ci ayant démissionné pour raison de santé, le conseil communautaire a élu le 14 février 2024 sa successeure, Catherine Gourney-Leconte, maire de Campagnolles et conseillère régionale, secrétaire nationale du parti Les Centristes, ainsi que ses 12 vice-présidents, qui sont,
1. Nicole Desmottes, maire de Vire Normandie, chargée de l'habitat et des gens du voyage ;
2. Marc Guillaumin, maire-adjoint de Souleuvre-en-Bocage, maire délégué de Sainte-Marie-Laumont, chargé de l'urbanisme ;
3. Valérie Desquesne, maire de Condé-en-Normandie, vice-présidente du conseil départemental, chargée du cycle de l'eau ;
4. Frédéric Brogniart, maire de Valdallière , chargé du développement économique et de la ruralité ;
5. Lucien Bazin, maire-adjoint de Vire Normandie, chargé du développement économique de Vire ;
6. Georges Ravenel, maire de  Noues-de-Sienne, chargé de l'attractivité du territoire et du tourisme ;
7. Coraline Brison-Valognes, Maire-adjointe de Noues de Sienne et maire déléguée du Mesnil Benoist, du Mesnil Caussois et du Mesnil Clinchamps, chargée de la gestion des déchets et déchèteries
8. Jean Turmel, maire de Terres-de-Druance, chargé du développement économique du pôle de Condé ;
9. Gilles Faucon, maire-adjoint de Valdallière et maire délégué de Montchamp, chargé du personnel ;
10. Annie Rossi, maire-adjointe de Vire-Normandie, chargée des finances ;
11. Régis Deliquaire, élu de Condé-en-Normandie et maire-délégué de Saint-Pierre-Tarentaine,  conseiller départemental, chargé du développement territorial et du futur siège de l'IVN ;
12. Gilles Maloisel, élu de Vire Normandie et maire-délégué de Coulonces, chargé de la transition énergétique.

### Liste des présidents
| Période      | Période                       | Identité                  | Étiquette          | Qualité |
| ------------ | ----------------------------- | ------------------------- | ------------------ | --- |
| janvier 2017 | février 2024                  | Marc Andreu Sabater       | LREM puis Horizons | Maire de Vire (2014 → 2015) Maire de Vire Normandie (2016 → 2024) Conseiller départemental de Vire Normandie (2015 → ) Démissionnaire |
| février 2024 | En cours (au 16 février 2024) | Catherine Gourney-Leconte | LC                 | Maire de Campagnolles (2008 → ) Conseillère régionale de Normandie (2015 → ) Présidente du Sdec du Calvados ( ? → )                   |

### Compétences
La communauté de communes Intercom de la Vire au Noireau exerce les compétences qui lui ont été transférées par les communes membres, dans les conditions déterminées par le code général des collectivités territoriales. Elles s'insèrent dans les champs suivants : 
- Attractivité du territoire (développement économique et promotion de l’offre touristique)
- Aménagement de l'espace (instruction des autorisations d'urbanisme, habitat, planification)
- Collecte et traitement des déchets des ménages et déchets assimilés ;
- Gestion des milieux aquatiques et prévention des inondations (GEMAPI)
- Actions sociales
- Enseignement supérieur
- Santé

### Régime fiscal et budget
La communauté de communes est un établissement public de coopération intercommunale à fiscalité propre.
Afin de financer l'exercice de ses compétences, l'intercommunalité perçoit la fiscalité professionnelle unique (FPU) – qui a succédé à la taxe professionnelle unique (TPU) – et assure une péréquation de ressources entre les communes résidentielles et celles dotées de zones d'activité.
Elle ne reverse pas de dotation de solidarité communautaire (DSC) à ses communes membres.

## Projets et réalisations
Conformément aux dispositions légales, une communauté de communes a pour objet d'associer des « communes au sein d'un espace de solidarité, en vue de l'élaboration d'un projet commun de développement et d'aménagement de l'espace ».